# タイソン・タン
タイソン・タン (簡体字中国語: 谭代山、繁体字中国語: 譚代山、英語: Tyson Tan) は、中華人民共和国のコンセプトアーティスト・キャラクターデザイナー。KDEのマスコットのKonqiを再デザインしたことや、その他のFOSSのプロジェクトのマスコットをデザインしたことで知られている。

## 言語
中国語・英語・日本語の3つの言語を話す。

## 作風

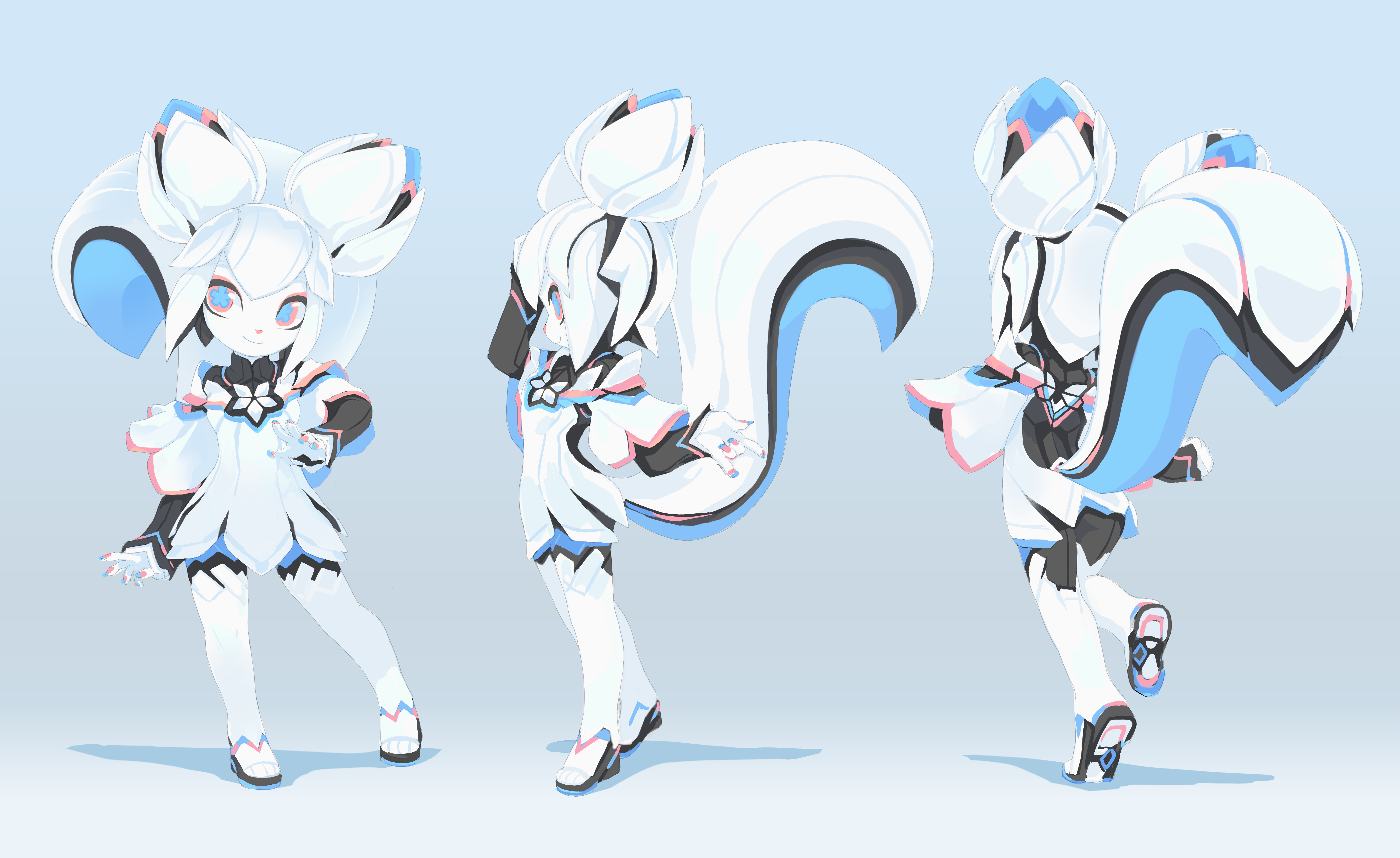
Kikiのデザインシート。ケモノと機械を融合したデザインが特徴的。

アニメとカートゥーンを融合した作風をしており、主に擬人化された動物（ケモノ）を描いている。ケモノと機械を融合したデザインでも知られている。

## 作品

### FLOSSのマスコット

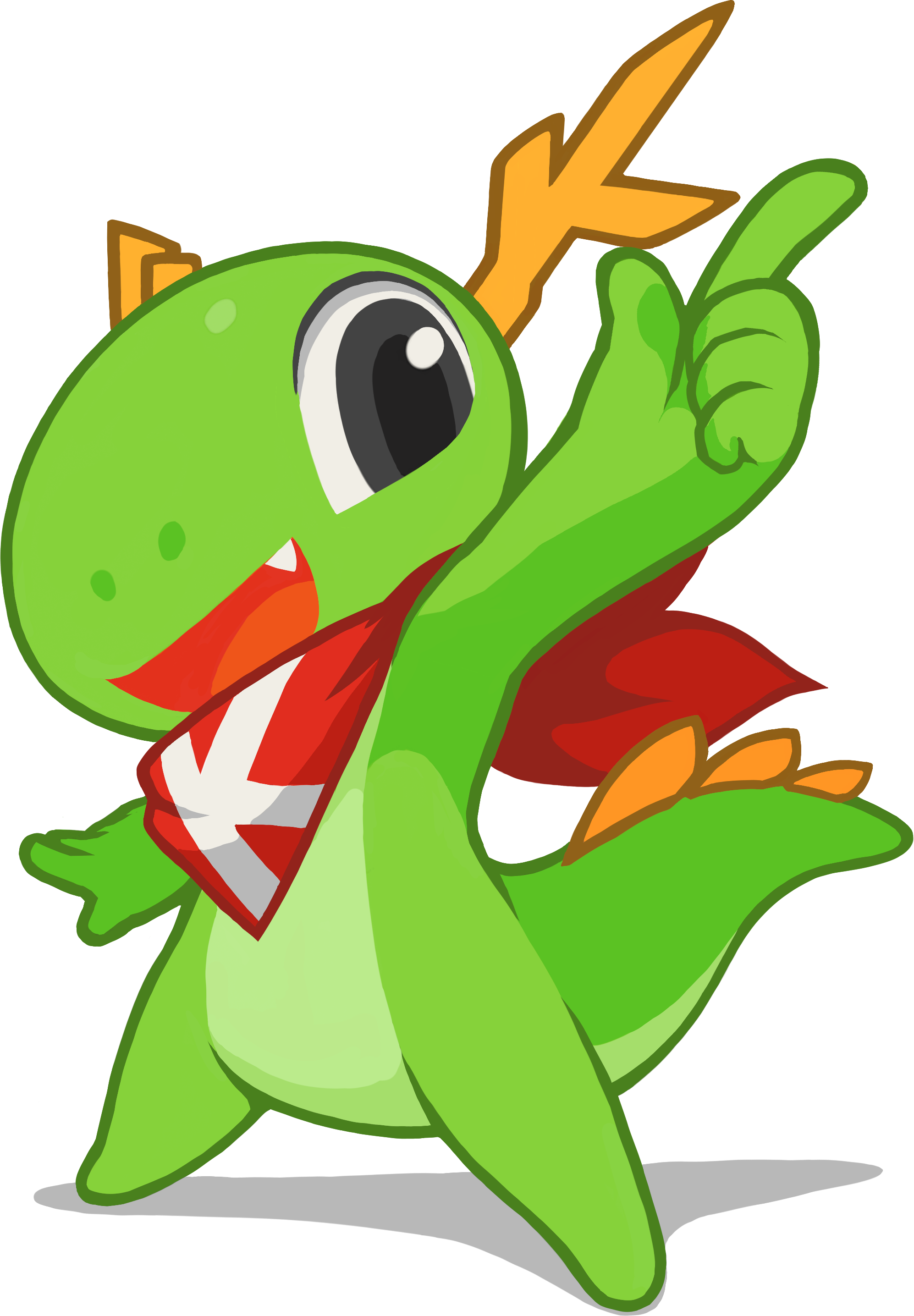
再デザインされたKDEのマスコットのKonqi

2012年、ペイントツールであるKritaのマスコットとしてKikiをデザインし、スプラッシュスクリーンに登場している。2013年、KDEのマスコットのKonqiの再デザインコンセプトがコンテストで選ばれ、KDE Plasma 5で利用されている。2014年、KateのマスコットのKate the woodpeckerをデザインした。2017年、The Document FoundationのコンテストにLibreOfficeのマスコットを応募したが選ばれなかった。

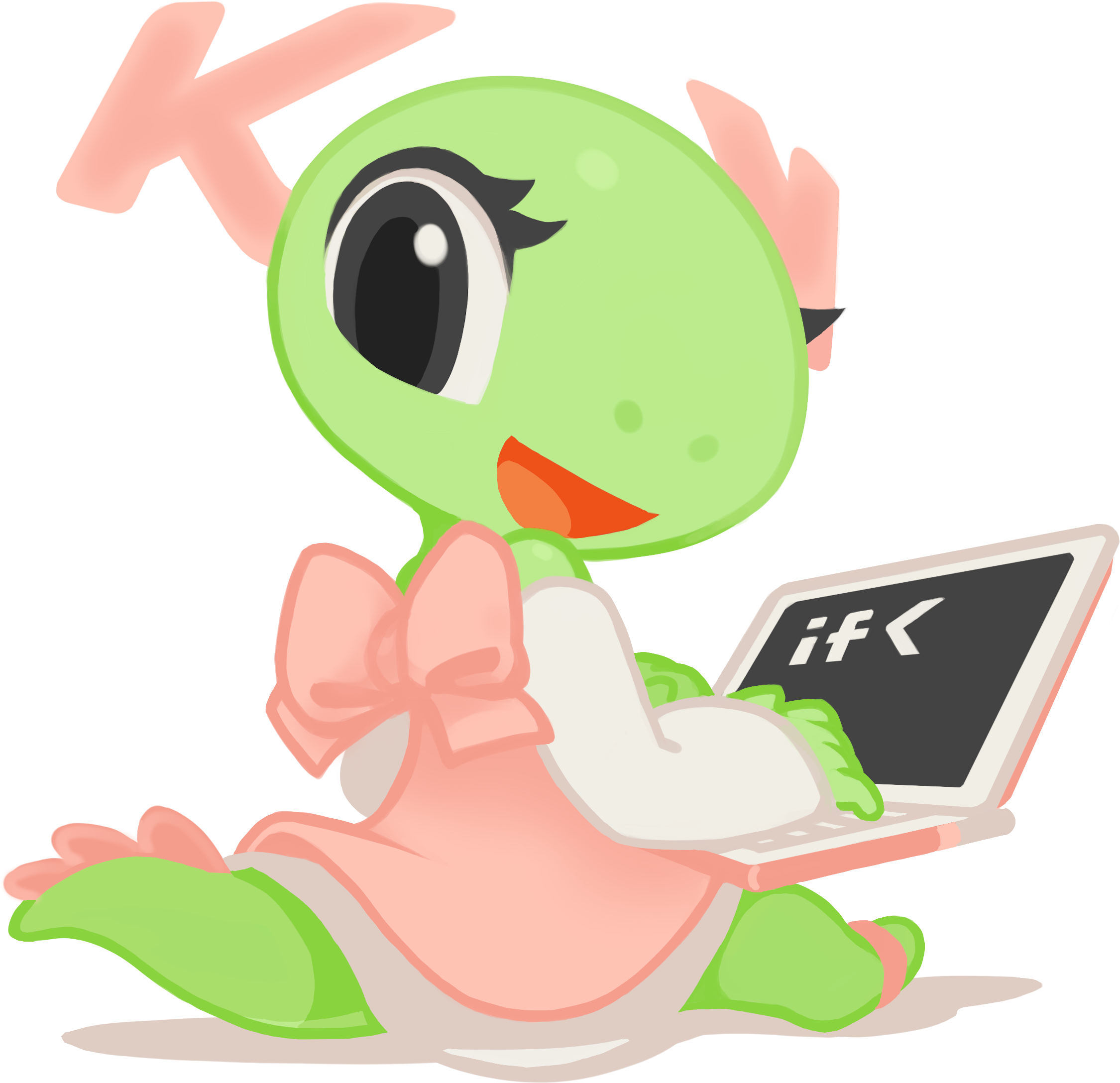
KatieとKDE開発環境
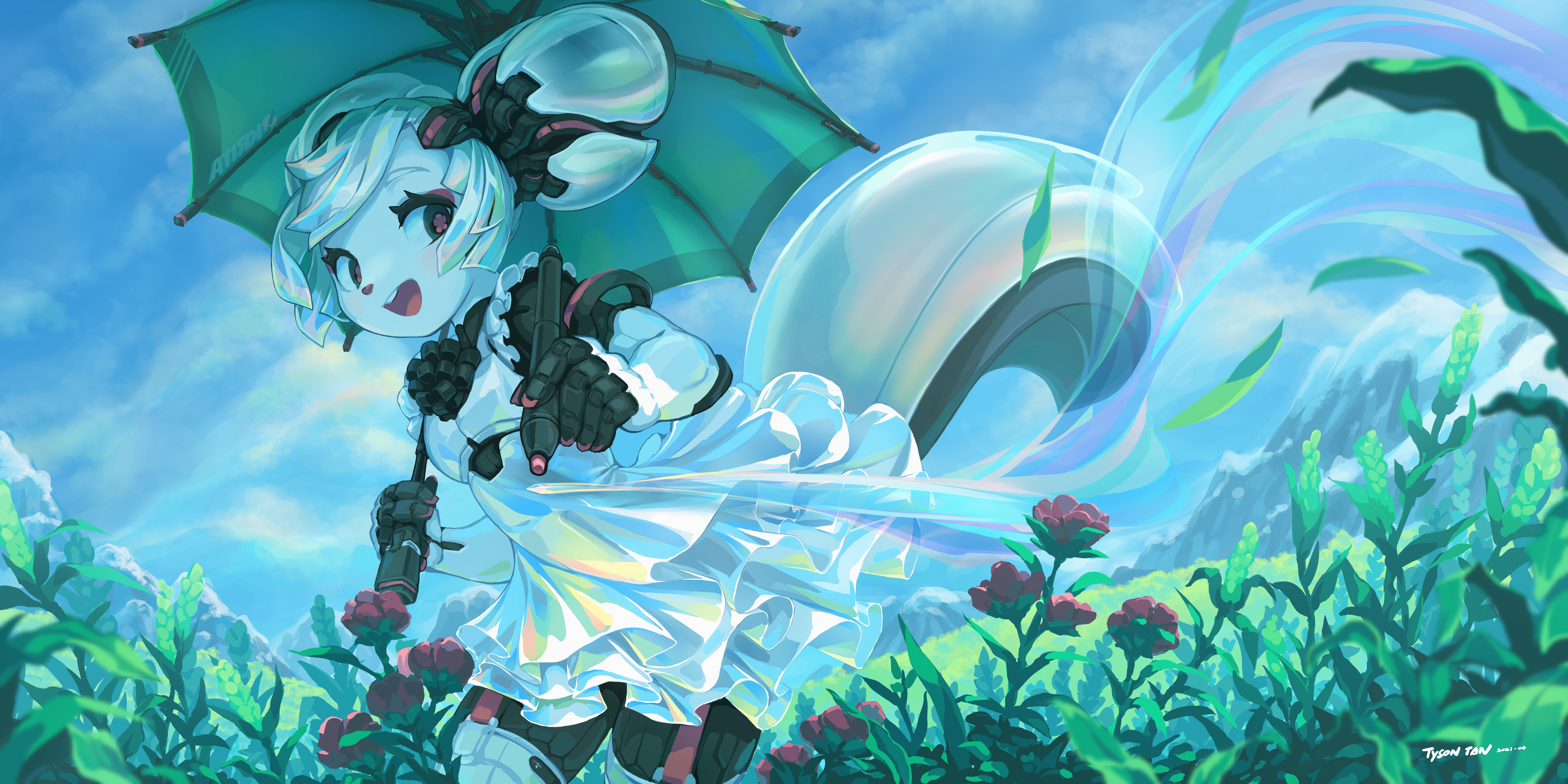
Krita 5.0のスプラッシュスクリーン

### ビデオゲーム
Freedom Planetのファンアートをいくつか描いていたが、それらのファンアートは開発元のGalaxyTrailによってプロモーションのために採用された。Freedom Planet 2ではコンセプトアーティスト・キャラクターデザイナーとして起用された。

### 書籍
- Krita 2.9 完全マスター (カバーイラスト)[11]
- Made with Krita 2016 - Krita画集[12]

## 作品と自由文化
2012年以降FLOSSのみを使用して作品を制作しており、様々な形でいくつかのFLOSSのプロジェクトをサポートしてきた。彼は殆どの作品にCCライセンスなどのフリーライセンスを適用している。